# トヨタ・MTRC

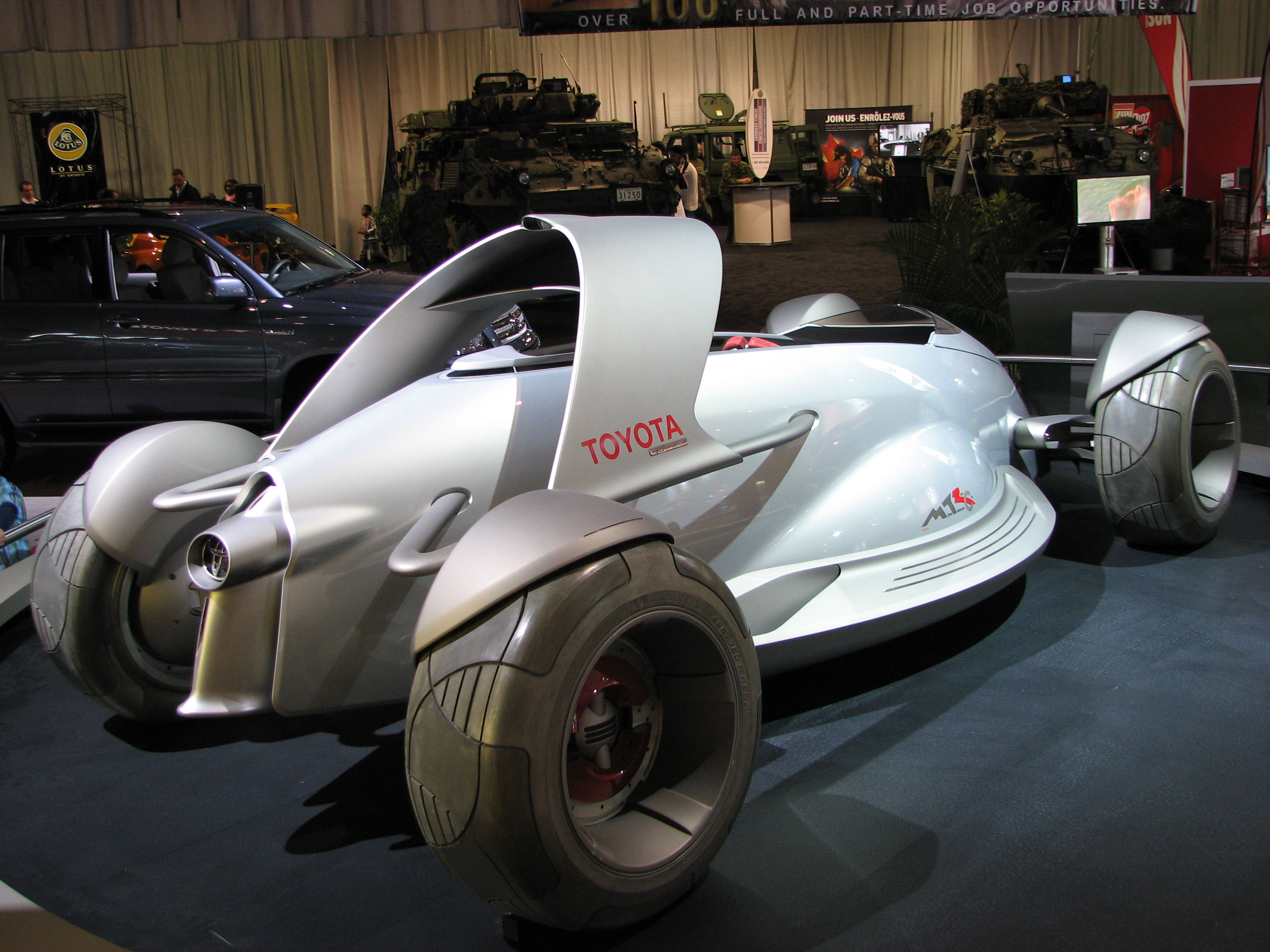
MTRC

MTRC（Motor Triathlon Race Car、モーター・トライアスロン・レースカー）は、トヨタ自動車が2004年のジュネーブモーターショーに出展したコンセプトカーである。

## 概要
「トヨタの広範囲にわたるモータースポーツへの取り組み」「四輪駆動開発の経験」「環境に優しいテクノロジー・情報テクノロジーでのリーダーシップ」という3つの要素をコンセプトとしており、トヨタの次の世代に対する1つの可能性を示したモデルである。近未来のレーシングカーをイメージしたコンセプトカーであり、サーキット、ストリート、オフロードという3つの異なる環境でレースを行うために設計されている。
ED2（Toyota Europe Design Development）が手がけたスタイリングは近未来のフォーミュラカーを彷彿とさせるものであり、空力性能を重視した設計となっている。定員は2人で、ドライバーとパッセンジャーが前後に乗車するタンデム乗車の形式をとる。ハンドルとアクセルは無く、代わりにアクセル、ブレーキ、ステアリングを片手で行える「ドライブコントローラー」を採用している。
動力源には燃料電池「トヨタFCスタック」を採用し、インホイールモーターで4輪を駆動する。水素タンクを中心より低い位置に搭載することで、低重心化が図られている。道路条件を常にセンシングし、車高などの設定を適宜調整できる電子制御サスペンションを搭載。タイヤには、路面状況にあわせて常に最大限のグリップを得ることが出来る「インテリジェントタイヤ」を採用している。

## ミックス・リアリティ
MTRCには「ミックス・リアリティ」と呼ばれる高度なIT技術が採用されている。ドライバーとパッセンジャーは特殊なヘルメットを装着し、路面温度、タイヤの状況、路面の積雪や凍結状況等の情報をヘルメットに表示する。これにより、ドライバーは速度や外気温度などの情報だけでなく、これから起こる状況を事前に把握することができ、状況にあわせて車の性能を最大限に発揮することが可能となる。このシステムはアクティブセーフティにおいて重要な役割を果たし、ドライバーがクルマをより安全に、正確に操作することを支援する。

## 諸元
- 全長：4060mm
- 全幅：1930mm
- 全高：1330-1480mm
- ホイールベース：2950mm
- 乗車定員：2名
- 動力：燃料電池「トヨタFCスタック」
- 駆動方式：インホイール4WD

## グランツーリスモ4 TOYOTA・MTRCバージョン
SCEJとポリフォニー・デジタルとトヨタ自動車のコラボレーションにより実現した「グランツーリスモ4 TOYOTA・MTRCバージョン」が、MTRCとともにジュネーブショーに出展された。これは、MTRCの実車とヘッドディスプレイを用いたドライビングシミュレーターで、首の動きにあわせてヘッドディスプレイに表示される立体映像の風景が変化することで、リアルな走行感覚を再現している。
また、ゲーム「グランツーリスモ4」にもMTRCが収録されている。レースには参戦できないが、フリーランやフォトドライブなどで運転することができる。